# Gunnar Hökmark
Anders Gunnar Hökmark (* 19. September 1952 in Ystad) ist ein schwedischer Politiker der derzeitigen Regierungspartei (Moderata samlingspartiet).

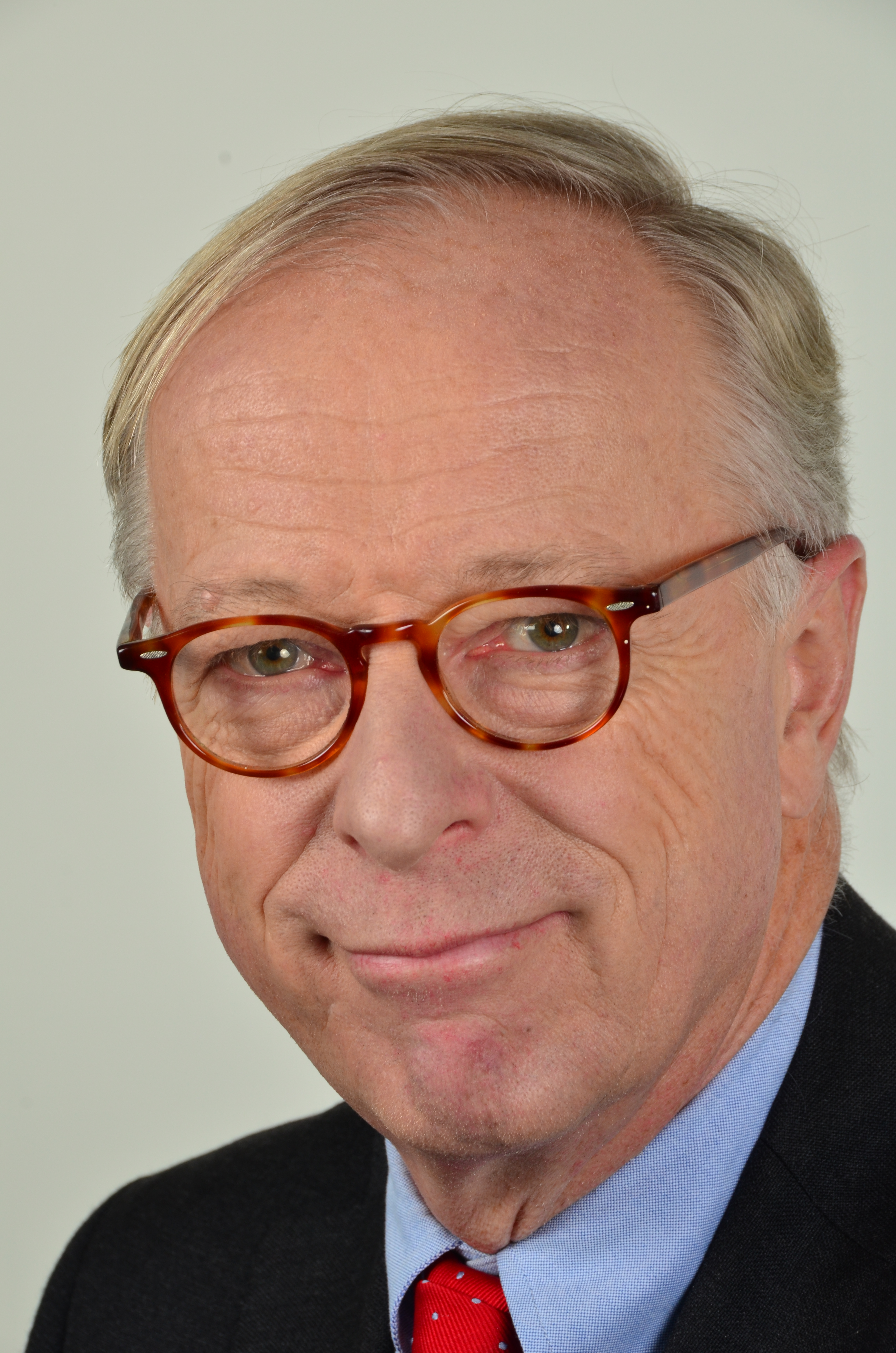
Gunnar Hökmark

## Leben
Gunnar Hökmark hat einen Abschluss in Betriebswirtschaftslehre von der Universität Lund. Er ist Reserveoffizier der schwedischen Panzertruppen. Er ist seit 2004 Mitglied des Europäischen Parlamentes und hat mehrere estnische, lettische und litauische Auszeichnungen erhalten. Hökmark war zwischen 1982 und 2004 Mitglied des schwedischen Reichstags und diente während dieser Periode u. a. als wirtschaftspolitischer Sprecher der Moderata samlingspartiet  und Vorsitzender des Verfassungsausschusses.
Hökmark war 1991 bis 2000 Generalsekretär der Moderata samlingspartiet, 1993 bis 2000 Vorsitzender der Jarl Hjalmarsson Stiftung,  Geschäftsführer für das Reform Institut 2000–2003, dessen Gründer er auch war. Er war zwischen 1986 und 1991 für die ideologische Entwicklungsarbeit bei der bürgerlichen Denkfabrik Timbro zuständig und gründete 1988 in dieser Eigenschaft die City Universität in Stockholm. Im Februar 1990 ergriff er die Initiative der Montagsbewegung zur Unterstützung der Loslösung der baltischen Staaten von der Sowjetunion. Gunnar Hökmark war 1979 bis 1984 Vorsitzender von Moderata Ungdomsförbundet, der Jugendorganisation der Partei und wurde 2008 zu ihrem Ehrenvorsitzenden gewählt. 2009 wurde er mit 90 505 Personstimmen für das Europaparlament wiedergewählt.
Im Europaparlament ist Hökmark Delegationsleiter der schwedischen Moderaten und Vizepräsident der Fraktion der Europäischen Volkspartei (EVP). Er ist Vorsitzender der wirtschaftspolitische Arbeitsgruppe der EVP und im Rahmen seiner Vizepräsidentschaft ist er für die Erweiterungs- und Nachbarschaftsfragen verantwortlich. Er hat einen Sitz  in den Ausschüssen für Wirtschafts- und Währungspolitik sowie Industrie, Telekom, Energie und Forschung. Hökmark ist im Europaparlament auch Vorsitzender der Kroatiendelegation, die den Beitritt Kroatiens in die EU vorbereitet.
Gunnar Hökmark hat sich im Besonderen für den Bedarf an marktwirtschaftlichen Reformen in den Gebieten Telekom und Energie bemüht und hat darüber hinaus für mehr Konkurrenz bei öffentlichen Dienstleistungen und Finanzmärkten gearbeitet. Als der Lissabon-Vertrag ausgearbeitet wurde, setzte er mit durch, dass Schweden 20 statt 18 Stimmen hat.
Hökmark ist Vorsitzender der Vereinigung der schwedischen Versicherungsvermittler, Vorstandsmitglied des Versicherungsunternehmens Dina Försäkringar sowie Vorstandsmitglied der Verwaltungsstiftung des schwedischen öffentlich-rechtlichen Rundfunks Sveriges Television.
Er gehört zu den 89 Personen aus der Europäischen Union, gegen die Russland im Mai 2015 ein Einreiseverbot verhängt hat.